# Шумилова, Елена Борисовна
Елена Борисовна Шумилова (род. 1 апреля 1978, Койгородок, Коми АССР) — российская журналистка, телеведущая и политик, сенатор Российской Федерации, представитель от Государственного совета Республики Коми (2020 ― 2025). Состояла в Комитете Совета Федерации по федеративному устройству, региональной политике, местному самоуправлению и делам Севера.
Из-за поддержки нарушения территориальной целостности Украины во время российско-украинской войны находится под персональными международными санкциями Евросоюза, США, Великобритании и ряда других стран.

## Биография

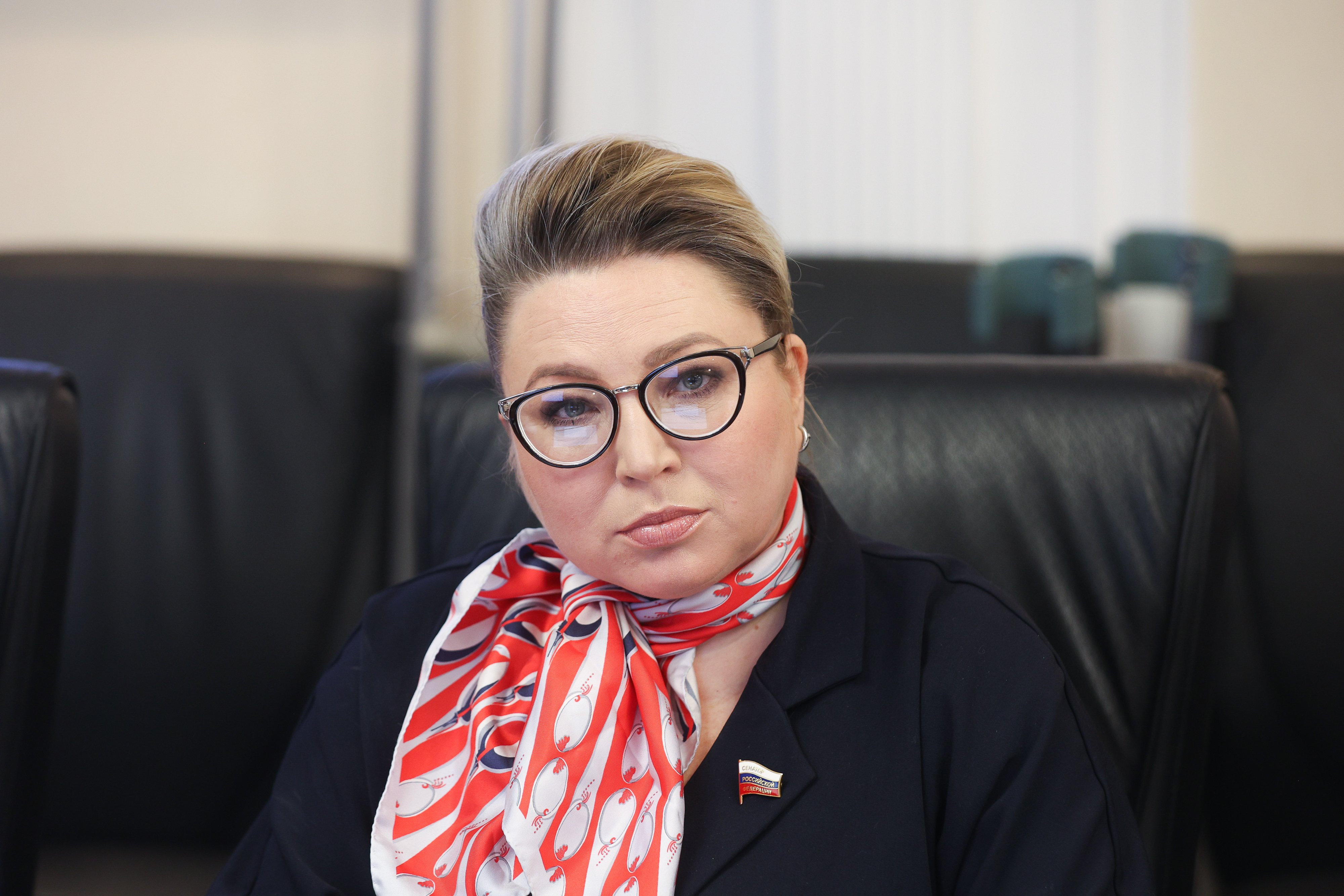
Заседание Комитета Совета Федерации по федеративному устройству, региональной политике, местному самоуправлению и делам Севера. На повестке ― вопрос расселения аварийного жилья в Пермском крае

С 2000 года работала корреспондентом телевизионных компаний Республики Коми, с 2007 года занималась изданием ежемесячного журнала ООО «Медиа-группа ДОМ» и руководила проектом ООО «Филомена», с 2008 года работала в ООО «Фонд жилищного строительства г. Сыктывкара», в 2009 году вернулась на телевидение. В 2011 году окончила Коми государственный педагогический институт и до 2018 года являлась редактором и ведущей программ «Телезащитник» и «Ревизор», а также состояла директором специальных проектов Коми республиканского телевизионного канала «Юрган». В 2018 году окончила Школу общественных экологических инспекторов Министерства природных ресурсов и экологии Российской Федерации и со следующего года являлась общественным инспектором по охране окружающей среды Управления Росприроднадзора по Республике Коми, а с 2020 года — членом общественного совета при Управлении Росреестра по Республике Коми. С 2018 по 2020 год — PR-директор ООО «Лузалес».
С 2015 по 2019 год являлась депутатом совета Койгородского района. С 2015 года состояла экспертом регионального штаба Общероссийского народного фронта в Коми, с 2016 года — членом регионального штаба ОНФ, в 2017 году стала сопредседателем его регионального штаба. С 2016 года состояла в общероссийской общественной организации «Всероссийский Совет местного самоуправления», в 2018—2019 годах работала помощником члена Общественной палаты Коми.
13 сентября 2020 года избрана в Государственный Совет Республики Коми по единому республиканскому округу от партии «Единая Россия» (значилась в её списке под № 3).
24 сентября 2020 года депутаты Госсовета Коми наделили Е. Б. Шумилову полномочиями члена Совета Федерации — представителя законодательного органа государственной власти региона.
18 июня 2025 года сложила полномочия сенатора по собственному желанию. Причиной для досрочного оставления сенаторского поста стал проигрыш Шумиловой во время праймериз в парламенте Республики Коми. Региональное отделение «Единой России» выступило с заявлением, что Шумилова Елена во время работы в Совете Федерации вышла из партии, благодаря которой её продвинули на сенаторский пост. Это является грубым нарушением дисциплины и не соответствует высокой партийной этике.
Из-за поддержки российской агрессии и нарушения территориальной целостности Украины во время российско-украинской войны находится под персональными международными санкциями 27 стран ЕС, Великобритании, США, Канады, Швейцарии, Австралии, Украины, Новой Зеландии.